# Jiří Lír
Jiří Lír (ur. 19 maja 1923 w mieście Pelhřimov, zm. 20 sierpnia 1995 w Pradze) – czechosłowacki i czeski aktor filmowy, teatralny i telewizyjny.

## Filmografia
- 1951: Błysk przed świtem (Posel úsvitu) – urzędnik u Knoppa
- 1957: Dobry wojak Szwejk (Dobrý voják Švejk) – Bernis
- 1957: Pierwszy wyścig (Dědeček automobil) – mechanik Pierre Charron
- 1960: Król strzelców (Ledoví muži) – nauczyciel Václav Havránek
- 1964: Gdyby tysiąc klarnetów (Kdyby tisíc klarinetů) – żołnierz George
- 1964: Noc przedślubna (Komedie s Klikou) – Hlaváček
- 1964: Lemoniadowy Joe (Limonádový Joe aneb Koňská opera) – barman
- 1966: Kto chce zabić Jessii? (Kdo chce zabít Jessii?) – oficer śledczy
- 1967: Koniec agenta W4C (Konec agenta W4C prostřednictvím psa pana Foustky) – Stern
- 1968: Palacz zwłok (Spalovač mrtvol) – Strauss
- 1969: Dzień siódmy, ósma noc (Den sedmý, osmá noc) – buchalter
- 1970: Młot na czarownice (Kladivo na čarodějnice) – sekretarz sądu apelacyjnego
- 1970: Panowie, zabiłem Einsteina (Zabil jsem Einsteina, pánové!) – farmaceuta Lier
- 1970: Trup w każdej szafie (Čtyři vraždy stačí, drahoušku) – Jaime
- 1970: Jest pan wdową, proszę pana! (Pane, vy jste vdova!) – aktor Gugenheim
- 1972: Dziewczyna na miotle (Dívka na koštěti) – nauczyciel biologii
- 1974: Jak utopić doktora Mraczka (Jak utopit dr. Mráčka aneb Konec vodníků v Čechách) – Křeček
- 1975: Zaklęte rewiry (Dvojí svět hotelu Pacifik) – kelner
- 1975: Mój brat ma fajnego brata (Můj brácha má prima bráchu) – organizator ślubu
- 1975: Pod jednym dachem (Chalupáři) – sprzedawca w sklepie muzycznym (serial TV)
- 1976: Jutro się policzymy, kochanie (Zítra to roztočíme, drahoušku…!) – geodeta
- 1976: Mareczku, podaj mi pióro! (Marečku, podejte mi pero!) – Dudek
- 1976: Honza małym królem (Honza málem králem) – dworzanin z brodą
- 1977: Brygada upał (Parta hic) – kelner
- 1977: Jutro wstanę rano i oparzę się herbatą (Zítra vstanu a opařím se čajem) – pracownik firmy Universum
- 1977: Szpinak czyni cuda! (Což takhle dát si špenát) – główny kelner
- 1978: To moja sprawa, szefie (Já to beru, šéfe…!) – Nyklíček
- 1978: Trzydzieści przypadków majora Zemana (30 případů majora Zemana) – kapitan Hejduk (serial TV)
- 1979: Miłość między kroplami deszczu (Lásky mezi kapkami deště) – Ervín, przyjaciel Věry
- 1979: Królewicz i gwiazda wieczorna (Princ a Večernice) – żebrak
- 1980: Wiedzą sąsiedzi, jak kto siedzi (Co je doma, to se počítá, pánové...) –  Quido Novák
- 1980: Arabela (Arabela) – doradca królewski (serial TV)
- 1981: Kelner, płacić! (Vrchní, prchni!) – poirytowany gość w restauracji
- 1981: Tajemnica zamku w Karpatach (Tajemství hradu v Karpatech) – prefekt
- 1982: Właściwie jesteśmy normalni (V podstatě jsme normální) – doktor Skřivánek
- 1982: Na przyszłość będziemy sprytniejsi, stary (Příště budeme chytřejší, staroušku!) – dyspozytor
- 1983: Serdeczne pozdrowienia z Ziemi (Srdečný pozdrav ze zeměkoule) – prof. Miler
- 1984: Rumburak (Rumburak) – dyrektor ZOO
- 1984: Amadeusz (Amadeus) – czeski aktor
- 1985: Rozterki kucharza Svatopluka (Rozpaky kuchaře Svatopluka) – magazynier Matouš
- 1986: Wsi moja sielska, anielska (Vesnicko má stredisková) – oberżysta Bedřich Rambousek
- 1988: Anioł uwodzi diabła (Anděl svádí ďábla) – Lachout
- 1989: Koniec starych czasów (Konec starých časů) – Lehr
- 1993: Powrót Arabeli (Arabela se vrací aneb Rumburak králem říše pohádek) – doradca królewski (serial TV)